# 罕布夏鎮區 (愛荷華州克林頓縣)
罕布夏鎮區（英語：Hampshire Township）是位於美國愛荷華州克林頓縣的一個行政鎮區。

## 地方資料
根據2010年美國人口普查的數據，罕布夏鎮區的面積為102.18平方千米，當中陸地面積為95.31平方千米，而水域面積為6.87平方千米。當地共有人口877人，而人口密度為每平方千米8.58人。